# Nazionale maschile di football americano della Colombia
La nazionale di football americano della Colombia è la selezione maggiore maschile di football americano della FECOFA che rappresenta la Colombia nelle varie competizioni ufficiali o amichevoli riservate a squadre nazionali.

## Risultati
Legenda: Grassetto: Risultato migliore, Corsivo: Mancate partecipazioni

## Dettaglio stagioni

### Amichevoli
| Stagione | Vin | Par | Per | Tot | PF | PS | avversaria                                                                                 |
| -------- | --- | --- | --- | --- | -- | -- | ------------------------------------------------------------------------------------------ |
| 2012     | 0   | 0   | 1   | 1   | 10 | 22 | Venezuela                                                                                  |
| 2019     | 1   | 0   | 0   | 1   | 53 | 6  | [[Selezione di football americano Template:Naz/PER selezione\|Template:Naz/PER selezione]] |
| Totale   | 1   | 0   | 1   | 2   | 63 | 28 |                                                                                            |

### Tornei

#### Sulamericano
| Stagione | regular season | regular season | regular season | regular season | regular season | regular season | playoff | playoff | playoff | playoff | playoff | playoff       | playoff    |
|          | Vin            | Par            | Per            | Tot            | PF             | PS             | Vin     | Per     | Tot     | PF      | PS      | risultato     | avversaria |
| -------- | -------------- | -------------- | -------------- | -------------- | -------------- | -------------- | ------- | ------- | ------- | ------- | ------- | ------------- | ---------- |
| 2023     | 1              | 0              | 1              | 2              | 29             | 56             | -       | -       | -       | -       | -       | Secondo posto | -          |
| Totale   | 1              | 0              | 1              | 2              | 29             | 56             | -       | -       | -       | -       | -       |               |            |

### Riepilogo partite disputate
| Anno             | Luogo        | Evento       | Fase del torneo | Incontro | Risultato |
| 17 novembre 2012 | Puerto Ordaz | Amichevole   |                 | Venezuela - Colombia | 22 - 10   |
| 8 settembre 2019 | Lima         | Amichevole   |                 | [[File:Template:Naz/PER selezione\|class=noviewer\|Template:Naz/PER selezione (bandiera)\|20x16px]] [[Selezione di football americano Template:Naz/PER selezione\|Template:Naz/PER selezione]] (LPFA) - Colombia | 6 - 53    |
| 29 novembre 2023 | Brazlândia   | Sulamericano |                 | Cile - Colombia | 0 - 29    |
| 1º dicembre 2023 | Brazlândia   | Sulamericano |                 | Colombia - Brasile | 0 - 56    |

## Confronti con le altre Nazionali
Questi sono i saldi della Colombia nei confronti delle Nazionali e selezioni incontrate.

### Saldo positivo
| Nazionale | Giocate | Vinte | Pareggiate | Perse | PF | PS | Ultima vittoria | Ultimo pari | Ultima sconfitta |
| --- | ------- | ----- | ---------- | ----- | -- | -- | --------------- | ----------- | ---------------- |
| [[File:Template:Naz/PER selezione\|class=noviewer\|Template:Naz/PER selezione (bandiera)\|20x16px]] [[Selezione di football americano Template:Naz/PER selezione\|Template:Naz/PER selezione]] | 1       | 1     | 0          | 0     | 53 | 6  | 2019            | -           | -                |
| Cile | 1       | 1     | 0          | 0     | 29 | 0  | 2023            | -           | -                |

### Saldo negativo
| Nazionale | Giocate | Vinte | Pareggiate | Perse | PF | PS | Ultima vittoria | Ultimo pari | Ultima sconfitta |
| --------- | ------- | ----- | ---------- | ----- | -- | -- | --------------- | ----------- | ---------------- |
| Venezuela | 1       | 0     | 0          | 1     | 10 | 22 | -               | -           | 2012             |
| Brasile   | 1       | 0     | 0          | 1     | 0  | 56 | -               | -           | 2023             |